# Código internacional de señales
El código internacional de señales (en inglés: INTERCO, International Code of Signals) es un sistema utilizado por los barcos para comunicar mensajes importantes acerca del estado del navío o las intenciones del capitán en aquellos casos en que existen obstáculos en el idioma. Las señales pueden enviarse mediante banderas de señales, código morse, semáforos o radio.
La autoridad de aplicación es la Organización Marítima Internacional.

## Historia

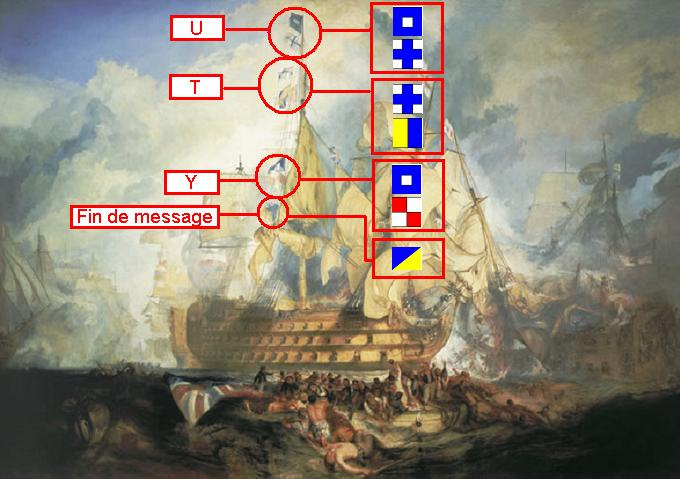
Comunicación por medio del código de señales en la pintura de Joseph Mallord William Turner La batalla de Trafalgar.

El primer código internacional fue presentado en 1855 por la Agencia de Comercio Británica, publicada en 1857 en dos partes: la primera conteniendo señales internacionales, y la segunda señales británicas exclusivamente. Se utilizaron 18 banderas para combinar más de 70.000 mensajes diferentes. La agencia revisó el código en 1887, para ser luego modificado en la conferencia internacional de Washington en 1889.
El código se utilizó en la Batalla de Tsushima en 1905 cuando los sobrevivientes de la flota rusa enviaron XGE («Nos rendimos») a los asombrados oficiales japoneses.
Luego de la Primera Guerra Mundial la Conferencia radiotelegráfica internacional de Washington en 1927 consideró propuestas para una nueva revisión del código, que fue preparado en alemán, español y noruego. La nueva versión se completó en 1930 y fue adoptada por la Conferencia internacional realizada en Madrid en 1932, que también designó un comité permanente para su revisión y control. 
La nueva versión introdujo vocabulario para la aviación y una sección médica completa con intervención de la Oficina internacional de higiene pública. Se agregó cierto número de señales  para comunicación entre barcos y armadores, agentes, astilleros y otros operadores marítimos. 
Luego de la Segunda Guerra Mundial la Conferencia administrativa de radio de la Unión Internacional de Telecomunicaciones sugirió en 1947 que el código internacional debía estar bajo la jurisdicción de la Organización Consultiva Marítima Intergubernamental (IMCO). En enero de 1959 la primera asamblea de la IMCO decidió que tales funciones serían asumidas por el Standing Committee of the International Code of Signals.
La segunda asamblea de la IMCO en 1961 apoyó un programa de revisión del código internacional, agregándose listados en ruso y griego. 
El código se revisó en 1964 tomando en cuenta recomendaciones de la Convención para la seguridad de la vida en el mar (SOLAS) de 1960 y la Conferencia de Ginebra de 1959. La versión se adoptó oficialmente en 1965. 
Cada señal del sistema tiene un significado completo: el receptor no requiere recibir dos o más señal para completar un mensaje. 
La versión en idioma inglés está disponible en el sitio de la National Geospatial-Intelligence Agency, ex Agencia de imágenes y mapas, como publicación 102.

## Señales del código internacional
|  | ALFA     | Tengo un buzo sumergido. Manténgase alejado y reduzca velocidad. |
|  | BRAVO    | Estoy cargando, descargando o transportando mercancías peligrosas. Manténgase alejado de mí.                                                                                        |
|  | CHARLIE  | Sí. Afirmativo. |
|  | DELTA    | Maniobro con dificultad. Manténgase alejado. |
|  | ECHO     | Estoy virando a estribor. |
|  | FOXTROT  | Tengo avería. Comuníquese conmigo. |
|  | GOLF     | Necesito un práctico. Cuando se hace por barcos pesqueros trabajando próximos en los bancos de pesca, significa: "Estoy cobrando las redes".                                        |
|  | HOTEL    | Tengo un práctico a bordo. |
|  | INDIA    | Estoy virando a babor. |
|  | JULIET   | Tengo un incendio y llevo mercancías peligrosas. Manténgase alejado. |
|  | KILO     | Deseo comunicarme con usted. |
|  | LIMA     | Detenga su barco inmediatamente. |
|  | MIKE     | Mi barco está parado y no se pone en marcha. |
|  | NOVEMBER | Negativo. |
|  | OSCAR    | Hombre al agua. |
|  | PAPA     | En puerto: Todos los hombres a bordo. El barco se hace a la mar. En el mar: Puede ser usada por barcos pesqueros para significar: "mis redes se han enganchado en una obstrucción". |
|  | QUEBEC   | Mi barco está “sano”. Solicito libre navegación. |
|  | ROMEO    | Recibido. |
|  | SIERRA   | Estoy dando marcha atrás. |
|  | TANGO    | Barcos de pesca: Estoy pescando al arrastre en pareja. Manténgase alejado. |
|  | UNIFORM  | Se dirige usted hacia un peligro. |
|  | VICTOR   | Necesito auxilio. |
|  | WHISKY   | Necesito asistencia médica. |
|  | X-RAY    | Suspenda sus maniobras y preste atención a mis señales. |
|  | YANKEE   | Estoy maniobrando hacia atrás para fijar el ancla. |
|  | ZULU     | Necesito un remolcador. Cuando se hace por barcos pesqueros trabajando próximos en los bancos de pesca, significa: "Estoy calando redes".                                           |

|  | 1                                           |  | 2 |
|  | 3                                           |  | 4 |
|  | 5                                           |  | 6 |
|  | 7                                           |  | 8 |
|  | 9                                           |  | 0 |
|  | Gallardete de Inteligencia o Característico |  |   |

## Ejemplos de mensajes simples
AC: Estoy abandonando el barco.

AD: Estoy abandonando el barco, que ha sufrido un accidente nuclear y es una posible fuente de peligro radioactivo.

AN: Necesito un médico.

AN 1: Necesito un médico.Tenemos varios quemados.

AN 2: Necesito un médico.Tenemos afectados por radiación.

EL: Repita la posición de peligro.

EL 1: ¿Cuál es la posición del barco en peligro?

GM: No puedo salvar mi barco.

GN: Debe rescatar personas.

GN 1: Quiero que rescaten a algunas personas. Tripulación básica permanecerá a bordo.

GN 2: Rescataré personas.

GN 3: ¿Puede rescatar personas?

IT: Tengo un incendio.

MAA: Solicito atención médica urgente.

MAB: Le pido encontrarnos en la posición indicada.

MAC: Le pido organice acceso a hospital.

MAD: Estoy a... (indicar número) horas del puerto más cercano.

MS 1: Mi barco es una peligrosa fuente de radiación: debe aproximarse por estribor.

VG: La cobertura de nubes bajas es de... (número de octavos de cielo cubiertos).

US 4: No se puede hacer nada hasta que el tiempo mejore.